# Monumento a Antonio Maceo (Havana)
O Monumento a Antonio Maceo é uma estátua de bronze de 1916 do escultor italiano Doménico Boni, localizada no bairro de San Lázaro, entre o Malecón e o Hospital Hermanos Ameijeiras.

## História

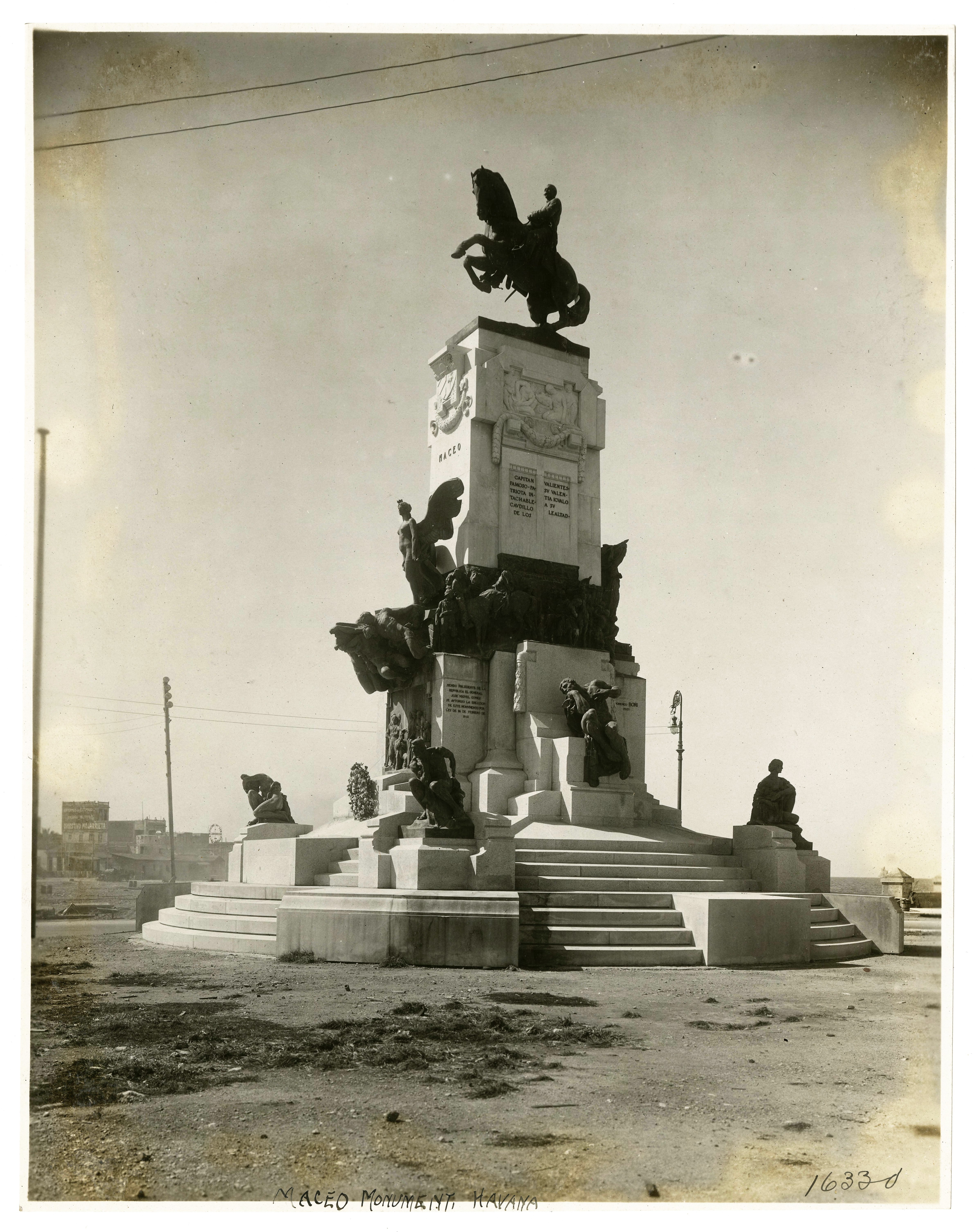
Foto em preto-e-branco do Monumento a Antonio Maceo.

A Casa de Beneficência, o hotel Manhattan nas ruas Belascoáin e San Lazaro, da empresa de engenharia norte-americana Purdy e Henderson, e o Hotel Vista Alegre também no início da rua Belascoáin, ancoravam um canto geograficamente importante perto do mar da grande extensão de terra conhecida como El Barrio San Lázaro e dentro dele e imediatamente ao norte estava a Caleta de San Lázaro. Cayo Hueso também fazia parte do El Barrio de San Lázaro. Cayo Hueso ("ilha de ossos"), seu nome deriva de sua localização próxima ao Cemitério de Espada. Foi demolido em 1908. Entre as instituições mais antigas da região estavam o hospital de lepra (demolido em 1916), o orfanato Casa de Beneficência (atualmente hospital Hermanos Ameijeiras). Os edifícios no Barrio San Lázaro que foram importantes para o desenvolvimento inicial da cidade foram o Hospital de San Dionisio para doentes mentais, o Cementerio General conhecido como Campo Santo e mais comumente chamado de Cemitério Espada, que foi o precursor do Cemitério Colón, e uma sala para tratamento de doentes mentais localizada ao lado da Real Casa de Beneficência na Calle Belascoáin. O monumento a Antonio Maceo estava localizado próximo a um local anteriormente ocupado pela Batería de la Reina, (1861), localizada em frente à La Casa de Beneficencia y Maternidad, no cruzamento de Belascoaín e San Lázaro. Em 1916 o monumento foi colocado, mas o parque não foi construído, muitas vozes se levantaram em protesto exigindo que uma maior homenagem fosse prestada à figura de Antonio Maceo.

## Galeria

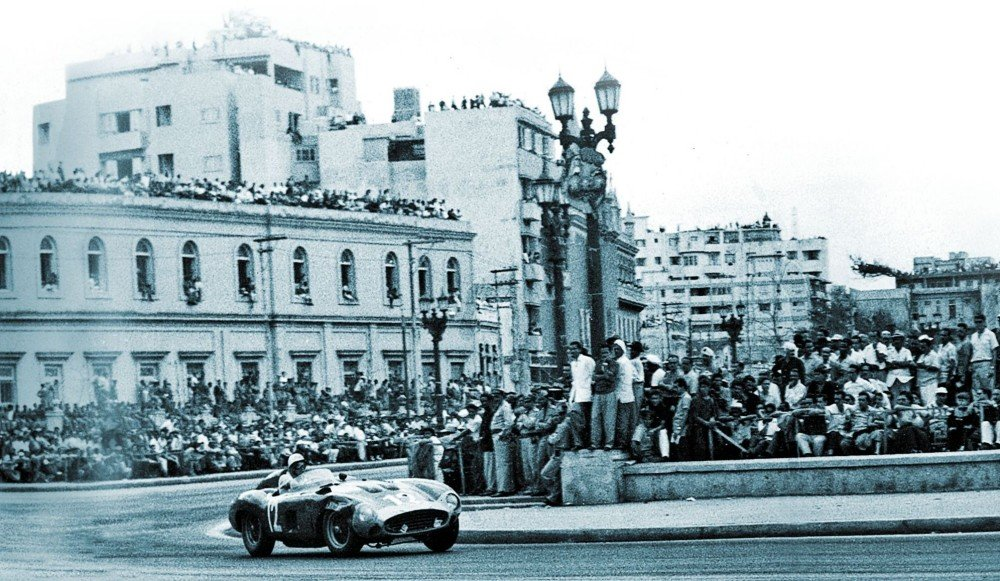
Grande Prêmio de Cuba mostrando La Casa de Beneficencia e o parque Antonio Maceo, 1957.
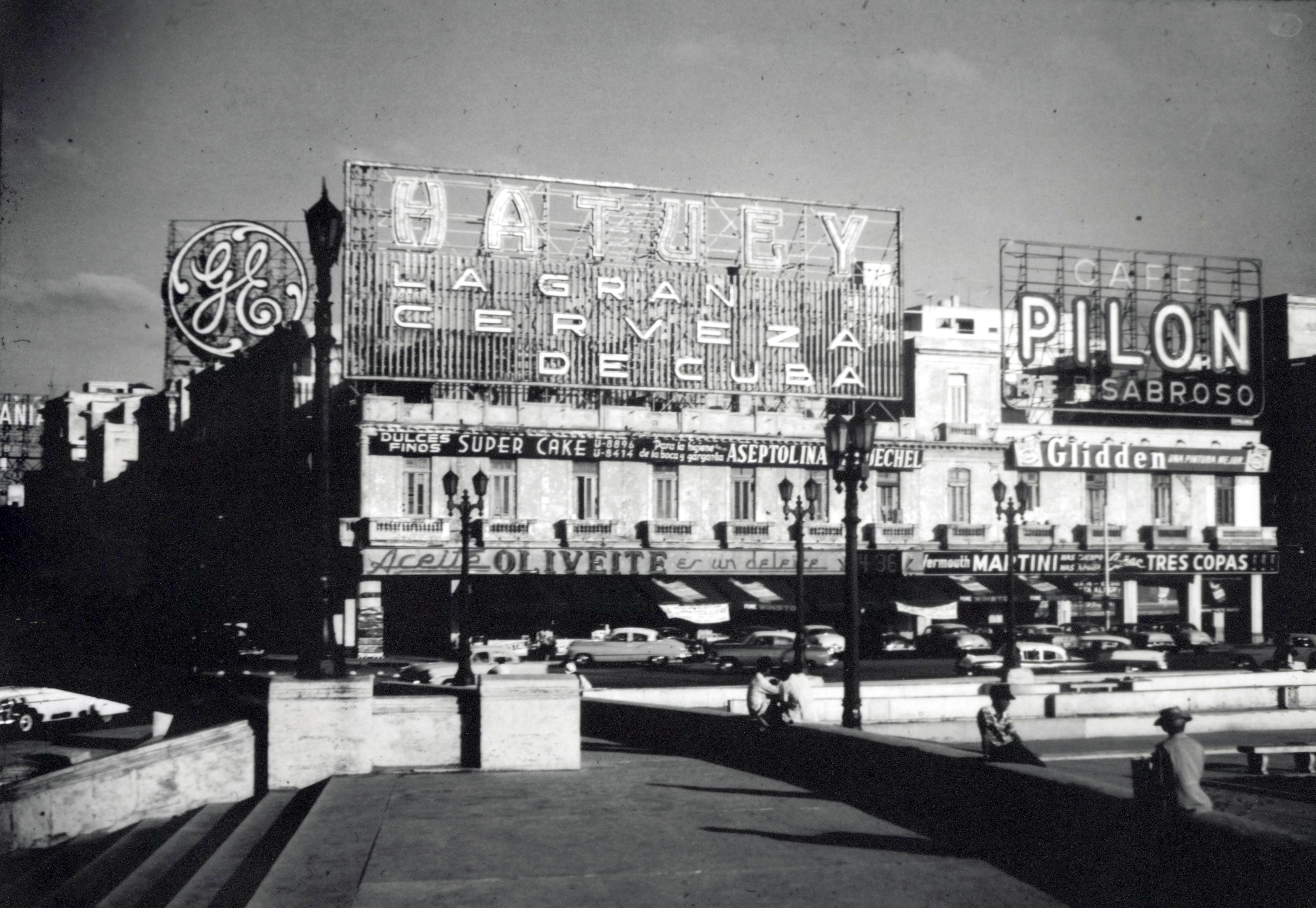
Letreiros de neon na Calle Belascoain vistos do Parque Antonio Maceo.
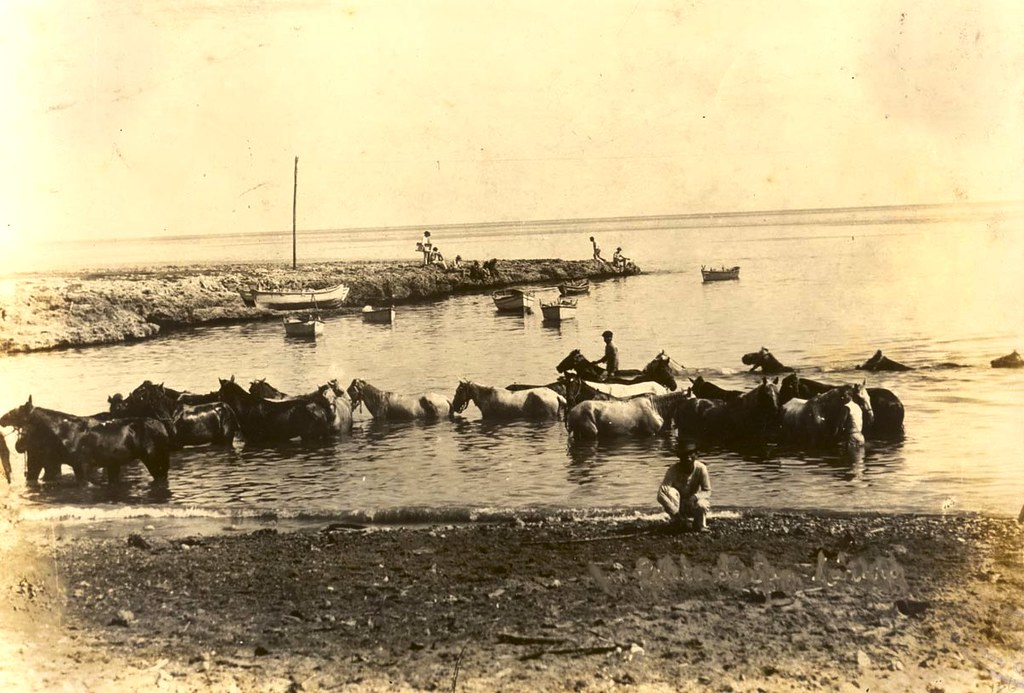
Caleta de San Lázaro, Havana, Cuba, futuro local do Parque Antonio Maceo.
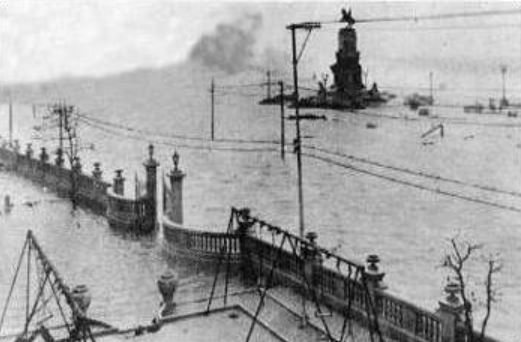
La Casa de Beneficencia y Maternidad durante o furacão de 1919 e o monumento Antonio Maceo.